# アレクサンデル・ルドヴィク・ラジヴィウ

紋章

アレクサンデル・ルドヴィク・ラジヴィウ（ポーランド語表記：Aleksander Ludwik Radziwiłł, リトアニア語表記：Aleksandras Liudvikas Radvila, 1594年8月4日 - 1654年5月30日）は、ポーランド・リトアニア共和国の大貴族、公（帝国諸侯）。

## 生涯
ネスヴィジュのオルディナト（世襲領主）を相続した。1626年よりリトアニア大膳官、1630年よりリトアニア・クライチ官（肉切り分け係）、1631年から1635年までブジェシチ・リテフスキ県知事（ヴォイェヴォダ）、1635年よりリトアニア宮内副長官、1637年から1654年までリトアニア宮内長官、1654年よりポウォツク県知事をそれぞれ務めた。スウォニム、リピツェ、ブラツワフ、シャデク、ノヴァ・ヴォーラ、ユルバルカス、アリートゥスの代官でもあった。
彼は生涯に3度結婚したが、ヤヌシュ・ヴィシニョヴィエツキの未亡人であったカタジナ・ティシュキェヴィチと再婚した際は、ヤヌシュの遺産相続をめぐってイェレミ・ヴィシニョヴィエツキとアレクサンデルとの間に私闘が起きた。カタジナがイェレミの側に寝返って離婚を突きつけたため、アレクサンデルは自らの主張を取り下げざるを得なくなった。アレクサンデルはジグムント3世の治世間は国政から遠ざけられていたが、その息子ヴワディスワフ4世が1632年に国王に選出されると、その支援者となった。しかし国王ヴワディスワフが無謀な対トルコ戦争計画に熱中し始めると、これに反対して晩年には王の側近を離れた。